# Aphantochilus cambridgei
Aphantochilus cambridgei är en spindelart som beskrevs av Canals 1933. Aphantochilus cambridgei ingår i släktet Aphantochilus och familjen krabbspindlar. Inga underarter finns listade i Catalogue of Life.